# Fabian Montabell
Fabian Montabell (* 13. Februar 1985 in Hannover) ist ein ehemaliger deutscher Fußballspieler.

## Sportliche Laufbahn
Der Stürmer kam 1999 vom TuS Wettbergen in die Nachwuchsabteilung von Hannover 96. Mit der A-Jugend wurde er in der U-19-Bundesliga 2003/04 Meister der Nordstaffel, Montabell erzielte 16 Saisontore, in der Endrunde um die deutsche Meisterschaft scheiterte das Team aber an Bayern München. Auch in der Reserve der 96er überzeugte der Angreifer in der Oberliga Nord als zuverlässiger Torschütze. Am 23. Mai 2004 kam Fabian Montabell unter Trainer Ewald Lienen zu seinem ersten Spiel in der Fußball-Bundesliga. Insgesamt hat er sechs Bundesligaeinsätze, vier als Mittelfeldspieler und zwei als Stürmer, auf seinem Konto.
Zur Saison 2008/09 wechselte Montabell zum Drittligisten FC Rot-Weiß Erfurt, wo er bis 2010 unter Vertrag stand. Ab der Saison 2010/11 spielte Montabell für Fortuna Köln. Er unterschrieb er einen Vertrag bis Juni 2012, der sich durch den Aufstieg in die Regionalliga West um ein weiteres Jahr bis 2013 verlängerte. In seiner ersten Saison für Fortuna Köln wurde er mit 23 Treffern Torschützenkönig in der NRW-Liga. In der Saison 2012/13 verpasste er als Tabellenzweiter mit Fortuna Köln knapp die Aufstiegsrelegation zur 3. Liga.
In der Saison 2013/14 spielte Montabell für die Sportfreunde Lotte. Nach einem Jahr und dem verpassten Aufstieg verließ Montabell Lotte jedoch wieder und unterzeichnete zur Saison 2014/15 einen Vertrag bei der TuS Koblenz. Aufgrund anhaltender Verletzungsprobleme absolvierte Montabell kein einziges Regionalligaspiel im Trikot der TuS. Nach erfolgreicher Reha verlängerte er jedoch – trotz Abstiegs in die Oberliga – seinen Vertrag in Koblenz um ein Jahr bis 2016. Am ersten Spieltag der Saison 2015/16 absolvierte Montabell nach seiner Einwechslung seine ersten Minuten im Trikot der TuS Koblenz, bei einem Auswärtsspiel bei der SpVgg EGC Wirges. Nach Ablauf der Saison erhielt Montabell keinen neuen Vertrag in Koblenz.
In der Saison 2016/17 spielte Montabell für den FC Hennef 05 in der Fußball-Mittelrheinliga. Zur Spielzeit 2017/18 wechselte er zum Ligakonkurrenten SV Bergisch Gladbach. Aufgrund von beruflichen Veränderungen konnte Montabell nicht länger als eine Saisonhälfte in Bergisch Gladbach spielen.
Er spielt seit 2018, neben seinem Hauptberuf, in der zweiten Mannschaft des FC Hürth in der Bezirksliga Staffel 1 des Fußball-Verbandes Mittelrhein. 2022 beendete er seine Karriere.